# Malayer
Malayer (persiska ملاير) är en stad i västra Iran. Den är den näst största staden i provinsen Hamadan och har cirka 170 000 invånare. De flesta invånarna är lurer.[källa behövs]